# 하르 (충돌구)

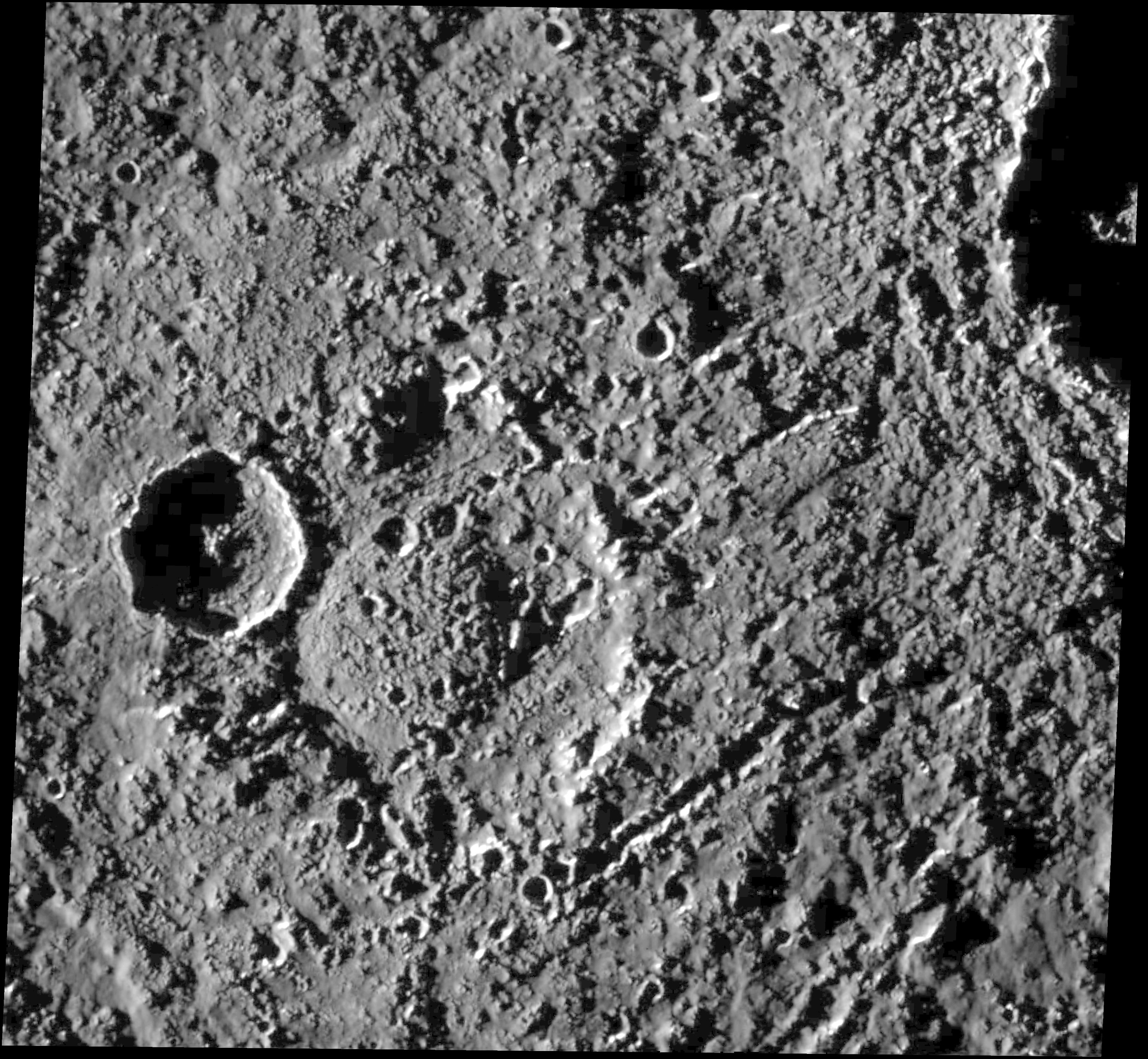
하르 충돌구를 찍은 갈릴레오 탐사선의 사진.

하르(영어: Hár)는 목성의 위성인 칼리스토에 있는 충돌구이다. 이름은 오딘의 이름들 중 하나에서 왔다. 하르의 지름은 약 45 km이며, 중앙에 돔이 있는 형태의 충돌구에 속한다. 하르에서는 연속적인 분출물 담요를 볼 수 있다. 층서학적으로, 하르는 아스가르드 충돌과 발할라 충돌 사이에 충돌한 것으로 보인다. 하르의 추정 연대는 41억 년 또는 33억 2천만 년으로, 연구마다 차이를 보인다.